# Inger (Minnesota)
Inger es un lugar designado por el censo ubicado en el condado de Itasca en el estado estadounidense de Minnesota. En el Censo de 2010 tenía una población de 212 habitantes y una densidad poblacional de 42,88 personas por km².

## Geografía
Inger se encuentra ubicado en las coordenadas 47°33′48″N 93°58′38″O / 47.56333, -93.97722. Según la Oficina del Censo de los Estados Unidos, Inger tiene una superficie total de 4.94 km², de la cual 4.86 km² corresponden a tierra firme y (1.68%) 0.08 km² es agua.

## Demografía
Según el censo de 2010, había 212 personas residiendo en Inger. La densidad de población era de 42,88 hab./km². De los 212 habitantes, Inger estaba compuesto por el 8.02% blancos, el 0% eran afroamericanos, el 91.04% eran amerindios, el 0% eran asiáticos, el 0% eran isleños del Pacífico, el 0% eran de otras razas y el 0.94% pertenecían a dos o más razas. Del total de la población el 0% eran hispanos o latinos de cualquier raza.